# Wskaźnik debt to income
Wskaźnik debt to income (DtI) – relacja środków przeznaczanych na obsługę zobowiązań kredytowych i innych zobowiązań finansowych do dochodu kredytobiorcy.
Wskaźnik ten określa jaka maksymalnie część miesięcznych dochodów kredytobiorcy (pożyczkobiorcy) może zostać przeznaczona przez niego na spłatę kredytu (pożyczki).
Wskaźnik ten, obok LTV, jest stosowany jako instrument makroostrożnościowej oceny wiarygodności banków i stabilności sektora finansowego przez agencje ratingowe, czy instytucje nadzoru finansowego itp.